# Willem Claeszoon Heda
Willem Claeszoon Heda (14. december, 1593/1594 - ca. 1680/1682) var en hollandsk maler fra byen Haarlem, der var aktiv i den hollandske guldalder. Han malede udelukkende stilleben. Han er kendt for sin innovation for den sene morgenmadsgenre inden for stilleben.